# Claude Lamberty
Pour les articles homonymes, voir Lamberty.
Claude Lamberty, né le 24 septembre 1976 à Howald (Luxembourg), est un homme politique luxembourgeois, secrétaire général du Parti démocratique (DP).

## Biographie
Il s'engage dans les Jeunes démocrates en 1996.
Le 19 janvier 2016, Claude Lamberty est  assermenté à la Chambre des Députés. Le nouveau député du Parti démocratique remplace Guy Arendt, devenu secrétaire d’État à la Culture.
À la suite de la démission de Marc Ruppert, qui se retire de la vie politique pour des raisons personnelles, Claude Lamberty est nommé comme le nouveau secrétaire général du Parti démocratique par le Comité Directeur en novembre 2017,. 
Le 21 janvier 2020, en raison de la nomination de Joëlle Elvinger en tant que juge à la Cour des comptes européenne avec effet au 1er janvier 2020, Claude Lamberty lui succède au Parlement où il représente le Parti démocratique dans la circonscription Centre.